# Лопушское сельское поселение
Ло́пушское сельское поселение — упразднённое муниципальное образование в центральной части Выгоничского района Брянской области. Центр — село Лопушь.
Образовано в результате проведения муниципальной реформы в 2005 году, путём преобразования дореформенного Лопушского сельсовета.
Упразднено Законом Брянской области от 8 мая 2019 года в пользу  Выгоничского городского поселения.

## Население
| 2010  | 2011  | 2012  | 2013  | 2014  | 2015  | 2016  |
| ----- | ----- | ----- | ----- | ----- | ----- | ----- |
| 1544  | ↗1545 | ↘1536 | ↘1522 | ↘1507 | ↗1539 | ↗1549 |
| 2017  | 2018  | 2019  |       |       |       |       |
| ↗1570 | ↘1559 | ↗1564 |       |       |       |       |

## Населённые пункты
- село Лопушь
- деревня Бородино
- деревня Бурачовка
- деревня Мякишево
- село Субботово
- деревня Упологи